# Corneille Stevens
Corneille Stevens (* 26. Dezember 1747 in Wavre; † 1828 ebenda) war katholischer Priester und Wegbereiter der Kirche der Stevenisten.

## Leben
Der Sohn eines Notars wurde 1774 zum Priester geweiht und 1774 Kanoniker der Kathedrale von Namur in den damals Österreichischen Niederlanden. Nach Einnahme Namurs durch die französischen Revolutionstruppen 1794 floh Stevens 1797 zusammen mit dem Erzbischof von Mechelen Johann Heinrich von Frankenberg nach Deutschland. Ab 1799 wirkte er als Generalvikar des verwaisten Bistums Namur.
Das Konkordat von 1801 und die Organischen Artikel von 1802 lehnte er ab ebenso wie die darauf gestützte Ernennung des Namurer Bischofs Claude de Bexon (amtierte 1802–1803, † 1807). Als Anführer der vor Ort starken antikonkordatären Minorität, nach ihm „Stevenisten“ genannt, wirkte Stevens in der Franzosenzeit jahrelang im Untergrund. Nach dem Wiener Kongress versöhnte er sich 1814 mit dem neuen Bischof von Namur, Charles-François-Joseph Pisani de la Gaude (* 1743, amtierte in Namur 1804–1826). 
Stevens Anhänger folgten diesem nur zum Teil. Die übrigen Stevenisten organisierten sich als vom römischen Papst getrennte Petite Église. 